# ببرک
ببرک (نام علمی: Leopardus tigrinus) که همچنین به عنوان گربه‌ببر شمالی، گربه خالدار کوچک، تیگریلو و اونسیلا نیز شناخته می شود، گربه خالدار کوچکی است که زیستگاهش از آمریکای مرکزی تا مرکزی برزیل را شامل می‌شود. در فهرست قرمز IUCN به عنوان آسیب پذیر ثبت شده است زیرا جمعیت آن به دلیل جنگل زدایی و تبدیل زیستگاه به زمین کشاورزی در معرض تهدید قرار دارد.
در سال 2013، پس از اینکه مشخص شد که اونسیلاها در شمال شرقی برزیل تولید مثل نمی‌کنند، پیشنهاد شد که جمعیت اونسیلا را در جنوب برزیل، پاراگوئه و آرژانتین، به گونه جدیدی اختصاص دهند: گربه‌ببر جنوبی (L. guttulus).

## حفاظت
گونه‌ی اونسیلا به عنوان گونه‌ی آسیب پذیر طبقه بندی شده است. این در ضمیمه I CITES فهرست شده است و همه‌ی محصولات تجاری را که با اعضای بدن اونسیلا ساخته شده‌اند، ممنوع است اما شکار اونسیلا هنوز در اکوادور، گویان، نیکاراگوئه و پرو مجاز است.